# 沈辛荪
沈辛荪（1935年1月—），男，江蘇常熟人，中華人民共和國政治人物，中國共產黨黨員。

## 生平
1965年至1984年間於七機部任職。1984年後先後擔任中华人民共和国航空航天工业部第一研究院黨委書記和院長，第八屆全國人大代表、全國人大常委會委員、全國人民代表大會科學教育文化衛生委員會委員。1998年3月，第九届全国人大第一次会议上，他当选全国人民代表大会常务委员会委员。